# Botnshnúkur
Botnshnúkur är en bergstopp i republiken Island. Den ligger i regionen Västfjordarna, i den västra delen av landet, 180 km norr om huvudstaden Reykjavík. Toppen på Botnshnúkur är 745 meter över havet, eller 207 meter över den omgivande terrängen. Bredden vid basen är 3,9 km.
Trakten runt Botnshnúkur är nära nog obefolkad, med mindre än två invånare per kvadratkilometer. Det finns inga samhällen i närheten. Trakten runt Botnshnúkur består i huvudsak av gräsmarker.